# 大泊町

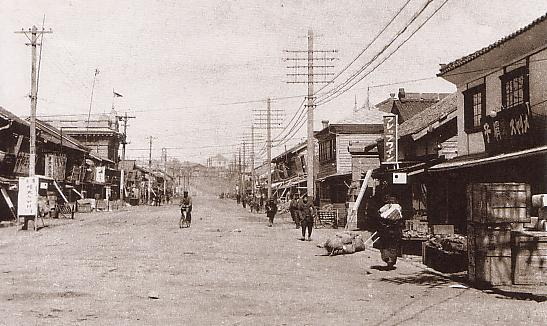
大泊的栄町

大泊町（日语：／ Ōdomari chō */?）是日本統治下的樺太廳的已不存在的町，現在名為科爾薩科夫。

## 地域
- 北海道拓殖銀行大泊支店

## 出身有名人
- 若山弦藏（聲優）

## 關連項目
- 日本廢止市町村列表
- 大泊站